# 踊る三十七年
『踊る三十七年』（おどるさんじゅうななねん、Gold Diggers of 1937）は、1936年のアメリカ合衆国のワーナー・ブラザースによるミュージカル映画。
ロイド・ベーコンが監督し、ミュージカル・シーンはバスビー・バークレーが振付および監督した。当時婚姻中であったディック・パウエルとジョーン・ブロンデルが主演し、他にグレンダ・ファレル、ヴィクター・ムーアが出演した。
楽曲はハロルド・アーレン とエドガー・イップ・ハーバーグ、ハリー・ウォレンとアル・ダビンの2組により作詞作曲された。リチャード・メイボーム、マイケル・ウォレス、ジョージ・ヘイトの戯曲で1935年にブロードウェイで短期間上演された『Sweet Mystery of Life』を基にして制作された。ウォレン・ダフが脚本を執筆し、トム・リードがその補助をし、「Screenplay constructor」(脚本建設者)として記された。
1923年の失われたサイレント映画『百花笑えば』、1929年の部分的に失われた映画『ブロードウェイ黄金時代』、バークレーの豪華なミュージカル・シーンが話題となった1933年の『ゴールド・ディガース』、1935年の『ゴールド・ディガース36年』に続き、ワーナー・ブラザースの『ゴールド・ディガース』シリーズ5作目となった。その後『夜は巴里で』が制作された。

## ストーリー
年配の柔和な病気不安症の舞台プロデューサーのJJホバート(ヴィクター・ムーア)はいつも自分がもうすぐ死ぬと思っている。新作上演を控えているが、パートナーのモーティ・ウェザード(オスグッド・パーキンス)とトム・ヒューゴ(チャールズ・D・ブラウン)はその上演資金を株でなくす。コーラスガールのジェネヴィーヴ・ラーキン(グレンダ・ファレル)のアドバイスにより、JJに100万ドルの保険をかけ、JJが亡くなった場合には上演資金が手に入ることになる。ジェネヴィーヴの友人で元コーラスガールのノーマ・ペリー(ジョーン・ブロンデル)は保険会社の営業のロスマー・ピーク(ディック・パウエル)にベタ惚れである。ロスマーは保険契約証書を書く。
ロスマーの上司であるアンディ・キャラハン(ウィリアム・B・デヴィッドソン)はJJの年齢を知り、健康診断の結果が通らないのではないかと危惧するが、結果は良好であり、ロスマーはJJをできるだけ長生きさせて売上から利益を得ようと決心する。一方、モーティとヒューゴはJJが亡くなったら全てを手に入れることができるため最善を尽くす。うまくいかず、モーティとヒューゴはジェネヴィーヴにJJを誘惑するよう頼むが、ジェネヴィーヴは本当にJJのことが好きになってしまう。JJが倒れてショーを開幕できないと知ったロスマーは、上司のキャラハンに会社を守るためにJJが亡くなったら支払われるはずの金額をJJに投資することを提案する。ショーは成功し、ジェネヴィーヴはJJと、ノーマはロスマーと結婚する。

## キャスト
- ロスマー・ピーク(ロッシ)：ディック・パウエル
- ノーマ・ペリー：ジョーン・ブロンデル
- ジェネヴィーヴ・ラーキン(ジェン)：グレンダ・ファレル
- JJホバート：ヴィクター・ムーア
- ブープ・オグルソープ：リー・ディクソン
- モーティ・ウェザード：オスグッド・パーキンス
- トム・ヒューゴ：チャールズ・D・ブラウン
- サリー・ラヴァーン：ロザリンド・マーキー
- アイリーン：アイリーン・ウェア
- アンディ・キャラハン：ウィリアム・B・デヴィッドソン
- ドクター・マクダフィ：オリン・ホーランド
- ドクター・ベル：チャールズ・ハルトン
- ドクター・ウォーショフ： ポール・アーヴィング
- ドクター・ヘンリー：ハリー・C・ブラッドリー
- 保険協会会長：ジョセフ・クレハン
- ルシル・ベイリー：スーザン・フレミング

## 楽曲
楽曲はバスビー・バークレーが制作、デザイン、演出、監督した。当初ハロルド・アーレンとエドガー・イップ・ハーバーグが全ての曲を作詞作曲したが、満足しなかったバークレーは過去の作品で組んだことのあるハリー・ウォレンとアル・ダビンのもとに持ち込んだ。ウォレンとダビンによる楽曲「With Plenty of Money and You」(副題「The Gold Diggers' Lullaby」)はヒットした 。
- Speaking of the Weather - ハロルド・アーレン(作曲)、エドガー・イップ・ハーバーグ(作詞)
- Let's Put Our Heads Together - ハロルド・アーレン(作曲)、エドガー・イップ・ハーバーグ(作詞)
- With Plenty of Money and You (The Gold Diggers' Lullaby) - ハリー・ウォレン(作曲)、アル・ダビン(作詞)
- Life Insurance Song - ハロルド・アーレン(作曲)、エドガー・イップ・ハーバーグ(作詞)
- All's Fair in Love and War - ハリー・ウォレン(作曲)、アル・ダビン(作詞) – 104名の白い軍服を着た女性が隊列を組んで幾何学模様を形作る[5]。
- Hush Mah Mouth - ハロルド・アーレン(作曲)、エドガー・イップ・ハーバーグ(作詞) (最終的にカットされた)

## 製作
バスビー・バークレーは『ゴールド・ディガース36年』を単独で監督したが、本作の監督は『四十二番街』でコラボレートしたワーナー・ブラザースのコメディ映画のベテラン監督ロイド・ベーコンが監督した。
JJ役のヴィクター・ムーアはブロードウェイで『エニシング・ゴーズ』初演に主演していたため、『Gift of Gab』以来2年ぶりの映画出演となった。
1936年7月中旬からカリフォルニア州バーバンクにあるワーナー・ブラザースのスタジオで撮影された。12月26日にプレミア公開され、2日後に一般公開された。

## 受賞歴
1937年、バスビー・バークレーは楽曲「All's Fair in Love and War」でアカデミー賞ダンス演出賞にノミネートされた。ハーミズ・パンが『踊る騎士』の「Funhouse sequence」で受賞した。

## 派生作品
1936年12月21日、「ラックス・ラジオ・シアター」で1時間のラジオ版「ゴールド・ディガース」が放送された。番組冒頭で司会のセシル・B・デミルはこの作品について、1933年の『ゴールド・ディガース』のあらすじと『踊る三十七年』の音楽を合わせたものと紹介した。『踊る三十七年』と同様にディック・パウエルとジョーン・ブロンデルが主演した。